# Polychares (Olympionike)
Polychares (altgriechisch Πολυχάρης Polychárēs) war ein Messenier, der im Jahre 764 v. Chr. den Sieg im Stadionlauf während der vierten Olympischen Spiele errang. Er soll der Anlass für den Ausbruch des Ersten Messenischen Krieges gewesen sein.
Gemäß Pausanias gab Polychares seine Rinder dem Spartaner Euaiphnos (Εὔαιφνος Eúaiphnos) zum Weiden. Dieser hinterging ihn, verkaufte die Rinder und behauptete, sie seien geraubt worden. Als die Wahrheit aufkam, tötete Euaiphnos den Sohn des Polychares, der bei ihm das Geld für die verkauften Rinder holen wollte. Ergrimmt darüber, dass die Spartaner nicht auf seine Anklage eingingen, tötete Polychares mehrere Spartaner, worauf seine Auslieferung nach Sparta verlangt wurde.
Die Messenier waren sich uneins und beriefen den Rat ein, wobei König Androkles für die Auslieferung war, sein Bruder Antiochos aber dagegen, unter dem Hinweis, dass die Spartaner ihrerseits den Euaiphnes nicht ausgeliefert hätten. Es kam zu handgreiflichen Auseinandersetzungen, bei denen Androkles getötet wurde, und die Anhänger des Antiochos behielten die Oberhand, weshalb Polychares nicht ausgeliefert wurde. Diese Ereignisse wie auch der frühere Mord des spartanischen Königs Teleklos im Heiligtum der Artemis Limnatis wurden von Pausanias als Ursache des Ersten Messenischen Kriegs angegeben. 
Die Historizität der literarisch ausgeschmückten Ereignisse wird in der Forschung unterschiedlich bewertet.